# Plongeon aux Jeux olympiques d'été de 1964
Navigation
Rome 1960 Mexico 1968
Aux Jeux olympiques d'été de 1964, quatre compétitions de plongeon furent organisées au Yoyogi National Gymnasium du 11 octobre au 18 octobre. 82 plongeurs venus de 21 pays se disputèrent les 12 médailles mises en jeu.

## Tableau des médailles pour le plongeon
| Place | Nation                     | Médaille d'or | Médaille d'argent | Médaille de bronze | Total |
| ----- | -------------------------- | ------------- | ----------------- | ------------------ | ----- |
| 1     | États-Unis                 | 3             | 2                 | 3                  | 8     |
| 2     | Équipe unifiée d'Allemagne | 1             | 1                 | 0                  | 2     |
| 3     | Italie                     | 0             | 1                 | 0                  | 1     |
| 4     | Union soviétique           | 0             | 0                 | 1                  | 1     |

## Participants par nations
| - Australie (2) - Autriche (4) - Canada (3) - Colombie (1) - Corée du Sud (3) - Danemark (2) - Égypte (1) | - Équipe unifiée d'Allemagne (9) - États-Unis (12) - Finlande (1) - Hongrie (2) - Inde (2) - Iran (1) - Italie (3) | - Japon (9) - Mexique (3) - Porto Rico (1) - Rhodésie du Sud (3) - Royaume-Uni (6) - Suède (2) - Union soviétique (12) |

## Résultats

### Tremplin 3 mètres
| Rang               | Pays             | Plongeur           | Points |
| ------------------ | ---------------- | ------------------ | ------ |
| Médaille d'or      | États-Unis       | Kenneth Sitzberger | 159,90 |
| Médaille d'argent  | États-Unis       | Francis Gorman     | 157,63 |
| Médaille de bronze | États-Unis       | Larry Andreasen    | 143,77 |
| 4                  | EUA              | Hans-Dieter Pophal | 142,58 |
| 5                  | Suède            | Göran Lundqvist    | 138,65 |
| 6                  | Union soviétique | Boris Polulyakh    | 138,64 |
| 7                  | Union soviétique | Mikhail Safonov    | 134,00 |
| 8                  | Union soviétique | Vladimir Vasin     | 133,48 |

| Rang               | Pays             | Pongeuse                   | Points |
| ------------------ | ---------------- | -------------------------- | ------ |
| Médaille d'or      | EUA              | Ingrid Krämer-Engel-Gulbin | 145,00 |
| Médaille d'argent  | États-Unis       | Jeanne Collier             | 138,36 |
| Médaille de bronze | États-Unis       | Mary Willard               | 138,18 |
| 4                  | États-Unis       | Sue Gossick                | 129,70 |
| 5                  | Union soviétique | Tamara Fyedosova           | 126,33 |
| 6                  | Union soviétique | Yelena Anokhina            | 125,60 |
| 7                  | Japon            | Kanoko Tsutani-Mabuchi     | 125,28 |
| 8                  | EUA              | Angelika Hilbert           | 123,27 |

### Plateforme 10 mètres
| Rang               | Pays             | Plongeur         | Points |
| ------------------ | ---------------- | ---------------- | ------ |
| Médaille d'or      | États-Unis       | Robert Webster   | 148,58 |
| Médaille d'argent  | Italie           | Klaus Dibiasi    | 147,54 |
| Médaille de bronze | États-Unis       | Thomas Gompf     | 146,57 |
| 4                  | Mexique          | Roberto Madrigal | 144,27 |
| 5                  | Union soviétique | Viktor Palagin   | 143,77 |
| 6                  | Royaume-Uni      | Brian Phelps     | 143,18 |
| 7                  | EUA              | Rolf Sperling    | 142,24 |
| 8                  | Japon            | Toshio Otsubo    | 142,05 |

| Rang               | Pays             | Pongeuse                     | Points |
| ------------------ | ---------------- | ---------------------------- | ------ |
| Médaille d'or      | États-Unis       | Lesley Bush                  | 99,80  |
| Médaille d'argent  | EUA              | Ingrid Krämer-Engel-Gulbin   | 98,45  |
| Médaille de bronze | Union soviétique | Galina Alekseeva             | 97,60  |
| 4                  | États-Unis       | Linda Cooper                 | 96,30  |
| 5                  | EUA              | Christiane Lanzke            | 92,92  |
| 6                  | Autriche         | Ingeborg Pertmayr            | 92,70  |
| 7                  | Union soviétique | Nataliya Kuznetsova-Lobanova | 90,91  |
| 8                  | États-Unis       | Barbara Talmage              | 89,60  |

## Source
- (en) The Official Report of The Games of the XVIII Olympiad Tokyo 1964, Volume II, [PDF] (31,34 MB)